# Paule Tricheux
Paule Tricheux, née à Roubia vers 1880, dans l'Aude, et morte le 9 août 1960 à Toulouse, est une couturière, résistante et militante anarchiste française. Elle participe tout d'abord à des groupes anarchistes, puis à une expérience anarchiste en Espagne pendant la Guerre d'Espagne, avant de rejoindre la Résistance et travailler à la survie du mouvement libertaire français et espagnol pendant l'Occupation. À la fin de la guerre, elle participe activement à la reconstruction du mouvement.

## Biographie
Née à Roubia, dans l'Aude, vers 1880, Paule Fabre est couturière et lingère. En 1919, elle rentre en France depuis Cuba avec son compagnon Alphonse Tricheux et leurs trois enfants. Dans les années 1920, Tricheux rejoint le groupe anarchiste toulousain Bien être et Liberté.
Elle participe à des mobilisations en faveur de la libération de Sacco et Vanzetti, et porte les pancartes en tête de cortège. Sur les pancartes qu'elle brandit, elle écrit : « Libérons les victimes du capitalisme international ! Vive l’anarchie, Liberté pour les emprisonnés politiques, Sauvons Sacco et Vanzetti ». Tricheux vend aussi Le Libertaire sur le marché à Toulouse tous les dimanches matins.
Après le coup d'état franquiste et la révolution sociale espagnole, la militante commence par rassembler des fonds pour les anarchistes. Elle rejoint ensuite Puigcerdà, où elle participe à l'organisation d'une expérience anarchiste dans la ville,,. Elle permet notamment aux femmes de la communauté de prendre plus de responsabilités et de ne pas se restreindre à des rôles genrés comme féminins. Elle y reçoit quelques colis de vêtements venant de France et destinés à permettre de couvrir les personnes malades ou fragiles. Tricheux est arrêtée en juin 1937 avec toute sa famille par les communistes et reste en détention pendant six mois. Toute la famille est fichée par les Renseignements généraux (RGs) français en 1940.
Pendant la Seconde Guerre mondiale, elle accueille dans sa ferme des réunions clandestines du mouvement libertaire français et espagnol,. En 1943, elle organise ainsi l'une des réunions centrales pour la reconstitution du mouvement anarchiste en France,, et la famille Tricheux entière participe activement à cette reconstruction. Ce « congrès », qui se déroule le 15 juillet 1943 et qui réunit de nombreux anarchistes, dont Voline ou Jean-René Saulière, les voit s'interroger sur les actions à mener et leur soutien, ou non, à accorder aux autres groupes de résistance,.
Elle meurt le 9 août 1960 à Toulouse.

## Postérité
Maurice Laisant lui rend hommage après sa mort dans Le Monde libertaire.